# Індійсько-китайські відносини
Індійсько-китайські відносини (англ. China–India relations, гінді भारत-चीन संबंध, кит.: 印中關係) — історичні та поточні двосторонні відносини між Індією та Китаєм.
Протягом тисячоліть письмової історії обидві країни підтримували мирні відносини, але гармонія їхніх взаємин похитнулася в новітні часи — після перемоги 1949 року Комуністичної партії Китаю у громадянській війні в Китаї і особливо після китайської анексії Тибету.
Обидві держави прагнуть до економічної співпраці одна з одною, а основною перепоною на цьому шляху постають часті прикордонні суперечки (китайсько-індійська територіальна суперечка 1967 року тощо) та економічний націоналізм в цих двох країнах.

## Геополітичний огляд

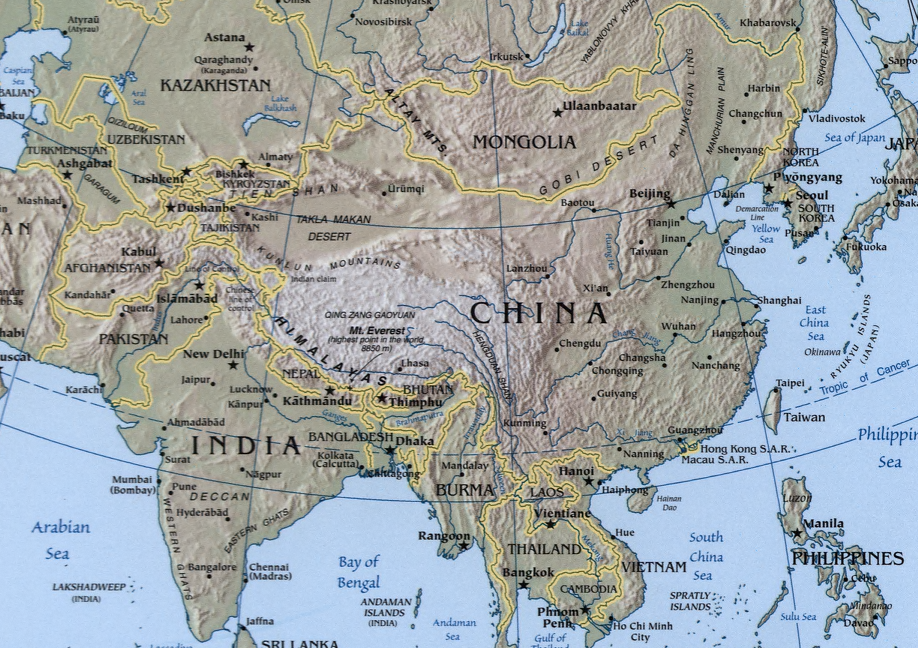
Східна та Південна Азія.
Кордон між Китайською Народною Республікою та Республікою Індія через Аруначал-Прадеш/Південний Тибет відображає фактичну належність без пунктирної лінії на позначення претензій.

Китай та Індія — дві найбільші регіональні держави в Азії та дві найбільш густонаселені країни, що також належать до числа великих економік світу з найшвидшим ростом. Ці дві держави розділяють Гімалаї, а їхній нинішній спільний кордон переривають Непал і Бутан, виступаючи фактично буферними державами. На частини спірної області Кашмір, на яку заявляє свої права Індія (Джамму і Кашмір та Ладакх), претендують і поширюють свою владу або Пакистан (Азад Кашмір і Гілгіт-Балтистан), або КНР (Аксай Чин). Уряд Пакистану на своїх картах показує район Аксай Чин як здебільшого територію Китаю і позначає тамтешню межу як «невизначений кордон», тоді як Індія дотримується погляду, що Аксай Чин незаконно окупований КНР. Китай та Індія також сперечаються за більшу частину Аруначал-Прадешу.
На політику Китаю відносно Індії наклало відбиток не тільки посилення суперництва зі Сполученими Штатами, а й реальні структурні проблеми в індійсько-китайських відносинах, які загострили розбіжності. Вони здебільшого породжені спробами Китаю тримати Індію на відстані витягнутої руки в Індо-Тихоокеанському регіоні. Існують чіткі відмінності в тому, якого регіональному порядку в Азії бажають ці дві країни: Індія прагне багатополярного порядку, одним із головних полюсів якого була б вона, тоді як Китай прагне єдиного полюса, не розглядаючи Індію як полюс узагалі.

## Історія
Культурні й економічні відносини між Китаєм та Індією беруть початок у стародавні часи. Шовковий шлях не тільки служив основним торговим шляхом між Індією та Китаєм, а й сприяв поширенню буддизму з Індії на Східну Азію. Упродовж ХІХ століття Китай включився у дедалі жвавішу торгівлю опіумом з Ост-Індською компанією, яка експортувала опіум, вирощений в Індії. Під час Другої світової війни як Британська Індія, так і Республіка Китай відіграли вирішальну роль у зупинці просування імперіалістичної Японії. Після того як Індія стала незалежною в 1947 році, вона встановила відносини з Республікою Китай. Сучасні китайсько-індійські дипломатичні відносини почалися в 1950 році, коли Індія була однією з перших некомуністичних країн, які припинили офіційні відносини з Республікою Китай і визнала КНР законною владою як материкового Китаю, так і Тайваню. 
Зростання дипломатичного та економічного впливу підвищило значення їхніх двосторонніх відносин. З 2008 по 2021 рік найбільшим торговельним партнером Індії був Китай. Ці дві країни також розширили свої стратегічні та військові відносини. Однак конфлікт інтересів призводить до ворожнечі. Індія має великий торговельний дефіцит, який надає перевагу Китаю. Дві країни не змогли розв'язати свій прикордонний спір, і індійські ЗМІ неодноразово повідомляли про китайські військові проникнення на територію Індії. Таким чином, відносини між сучасним Китаєм та Індією характеризуються прикордонними суперечками, що вилилися в три збройні конфлікти: індійсько-китайську війну 1962 року, прикордонні зіткнення у Нату Ла і Чо Ла 1967 року та протистояння в Сумдоронг-Чу 1987 року. Проте з кінця 1980-х років обидві країни успішно перебудували дипломатичні та економічні зв'язки. Та з 2013 року прикордонні спори знову посідають центральне місце у взаєминах двох країн. На початку 2018 року обидві армії вступили в протистояння на плато Доклам уздовж спірного бутано-китайського кордону. З літа 2020 року загострилися збройні протистояння та сутички в багатьох місцях уздовж усього китайсько-індійського кордону. У долині річки Галван відбулося серйозне зіткнення, в результаті якого загинуло 20 індійських і багато китайських вояків. Обидві держави стабільно створювали вздовж прикордонних районів військову інфраструктуру, у тому числі під час китайсько-індійських перестрілок 2020 року. Крім того, Індія продовжує насторожено ставитися до міцних стратегічних двосторонніх відносин Китаю з Пакистаном і фінансування Китаєм сепаратистських груп у Північно-Східній Індії, тоді як Китай висловив занепокоєння щодо індійської військової та економічної діяльності у спірному Південно-Китайському морі, а також надання прихистку антикитайським діячам із числа тибетських вигнанців. Нині регіон Південної Азії — головне місце загострення суперництва на рівні великих держав між Китаєм та Індією.